# Pierre Martin Ngo Dinh Thuc
Pierre Martin Ngô Đình Thục (du vietnamien : Ngô Đình Thục), né à Hué le 6 octobre 1897 et mort le 13 décembre 1984 à Carthage dans le Missouri, est un prélat vietnamien, ancien archevêque de Hué et figure importante du mouvement catholique traditionaliste à partir des années 1970.
Il est issu d'une famille noble vietnamienne catholique - son père, Ngô Đình Khả, était mandarin sous la dynastie Nguyễn. Par ses origines familiales, il joue un rôle politique important dans les premières années du Sud Viêt Nam, alors que le régime est dirigé par deux de ses frères, le président Ngô Đình Diệm et le conseiller politique Ngô Ðình Nhu. Après son départ à Rome pour le concile Vatican II, un coup d’État éclate au Vietnam, ce qui entraîne la mort de sa famille et la fin du régime de son frère. Ces évènements obligent Ngô Đình Thục à vivre une grande partie de sa vie en exil, en Italie dans un premier temps puis en France et aux États-Unis à la fin de sa vie.
Dans les années 1970, il s'oppose au Novus Ordo Missae et rejoint l'opposition catholique traditionaliste. C'est durant cette période qu'il rencontre les adeptes d'une prétendue apparition de Notre-Dame dans la commune espagnole d'El Palmar de Troya, qui vont le convaincre de réaliser les premières consécrations épiscopales sans mandat pontifical. Cela lui vaut l'excommunication par le Saint-Siège, peine qui est levée après la soumission de Ngo Dinh Thuc aux autorités romaines.
Par la suite, Ngo Dinh Thuc adopte une position sédévacantiste et décide de consacrer à nouveau des évêques sans mandat pontifical en 1981, ce qui entraîne une nouvelle excommunication. 
Par ces nouveaux sacres, il est le fondateur de lignées épiscopales sédévacantistes.

## Biographie

### Jeunesse et famille

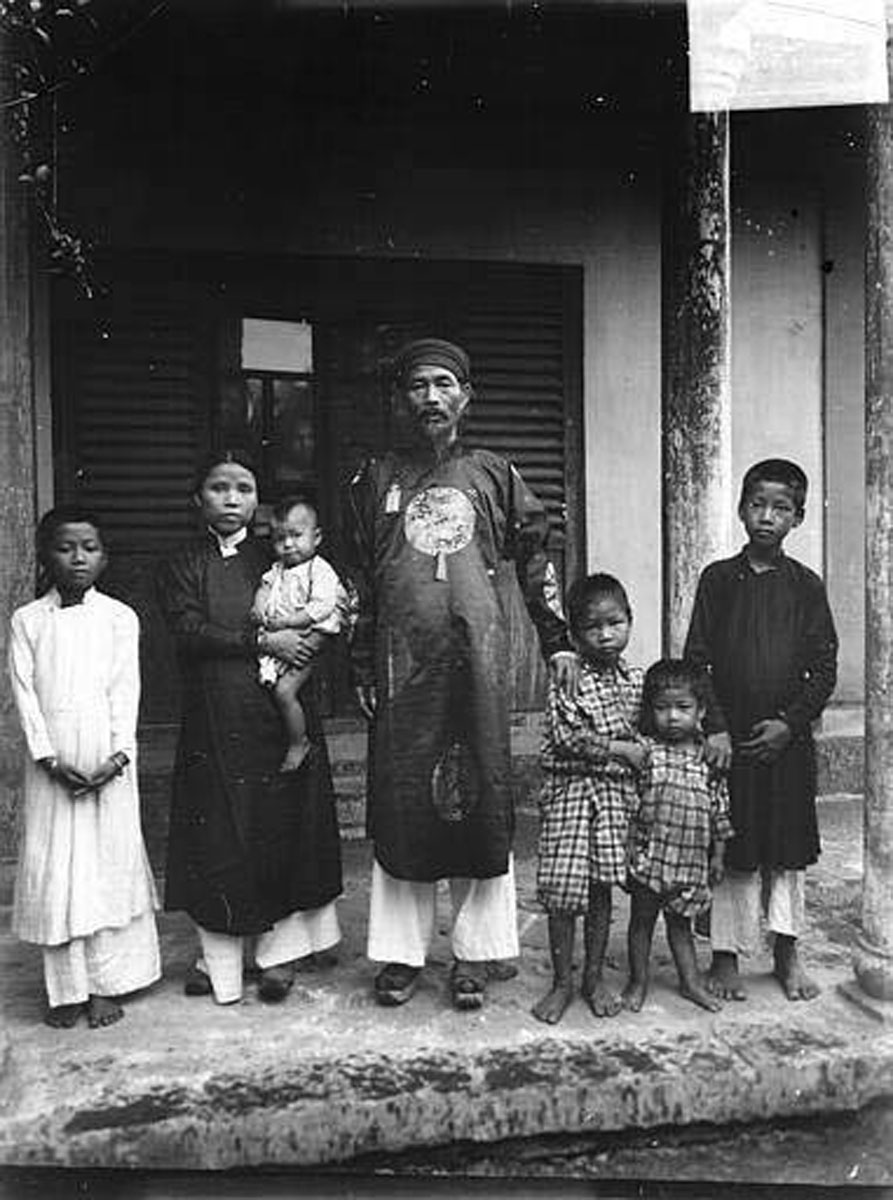
Famille de Ngo Dinh Thuc en 1905 (Thuc est le 3e enfant en partant de la droite)

Ngô Đình Thục est né le 6 octobre 1897 à Hué, en Indochine française, dans une famille catholique. Il est le fils de Ngô Đình Khả, un mandarin de la dynastie des Nguyễn qui a servi l'empereur Thành Thái pendant l'occupation française du Viêt Nam.
Le frère aîné de Thục, Ngô Đình Khôi, a été gouverneur et mandarin de l'administration de l'empereur Bảo Đại sous contrôle français. À la fin de la Seconde Guerre mondiale, Khôi et Diệm, le frère cadet de Thục, sont tous deux arrêtés pour avoir collaboré avec les Japonais. Diệm est libéré, mais Khôi est fusillé par le Việt Minh dans le cadre de la révolution d'août 1945. Les frères de Thục, Diệm, Nhu et Cẩn, sont actifs sur le plan politique. Le cardinal François-Xavier Nguyen Van Thuan (1928-2002) est le neveu de Thục.

### Prêtrise et épiscopat
À l'âge de douze ans, Ngo Dinh Thuc entre au petit séminaire d'An Ninh. Il y passe huit ans avant d'étudier la philosophie au grand séminaire de Hué. Après son ordination sacerdotale le 20 décembre 1925, il est envoyé à Rome pour étudier la théologie. Il aurait obtenu trois doctorats de l'université pontificale grégorienne en philosophie, en théologie et en droit canonique, ce qui n'est toutefois pas corroboré par les archives de l'université,. Il donne brièvement des cours à la Sorbonne avant de retourner au Viêt Nam en 1927,. Il enseigne au collège et au grand séminaire de Huế.

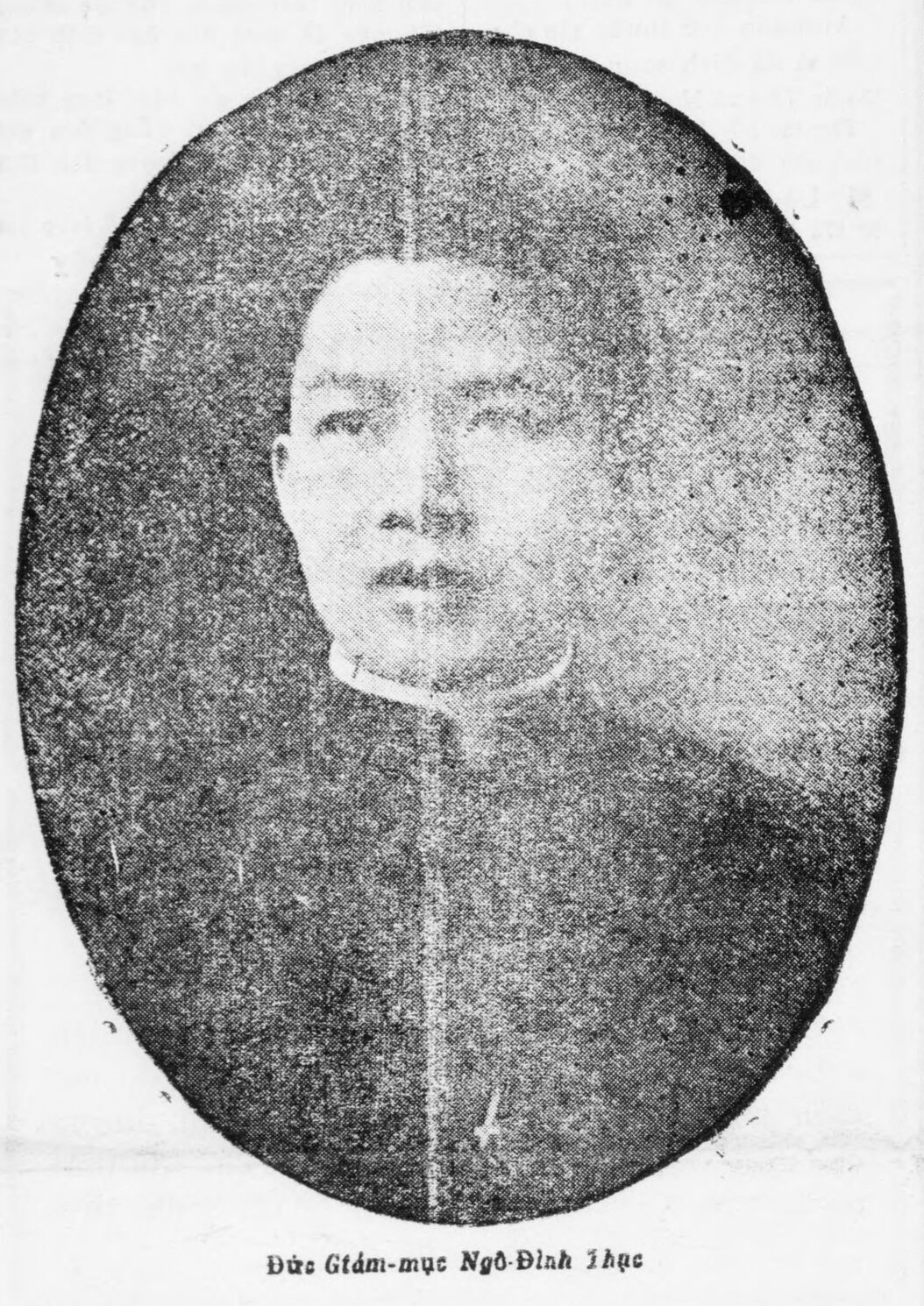
Ngo Dinh Thuc jeune prêtre

Le pape Pie XI crée le vicariat apostolique de Vĩnh Long au Viêt Nam le 8 janvier 1938, et choisit Ngo Dinh Thuc pour en être le premier vicaire apostolique. Il est alors âgé de 41 ans. Le 4 mai de la même année, en présence de sa famille, Ngo Dinh Thuc est consacré évêque par Antonin Drapier, délégué apostolique en Indochine, avec comme co-consécrateurs Isidore Dumortier, des Missions étrangères de Paris, vicaire apostolique de Saïgon, et Dominique Maria Hồ Ngọc Cẩn, vicaire apostolique de Bùi Chu.
En raison de son rang épiscopal et de ses origines familiales, Ngo Dinh Thuc joue un rôle important, tant sur le plan politique que religieux. Ainsi en 1950, Diệm et Thuc demandent l'autorisation de se rendre à Rome pour les célébrations de l'année sainte au Vatican, mais à la place se rendent au Japon pour faire pression sur le prince Cường Để afin d'obtenir son soutien pour prendre le pouvoir. Ils rencontrent Wesley Fishel, un universitaire américain consultant pour le gouvernement des États-Unis. Fishel est un partisan de la doctrine de la troisième force anti-coloniale et anti-communiste en Asie et est impressionné par Diệm. Il aide les frères à organiser des contacts et des réunions aux États-Unis pour obtenir leur soutien.

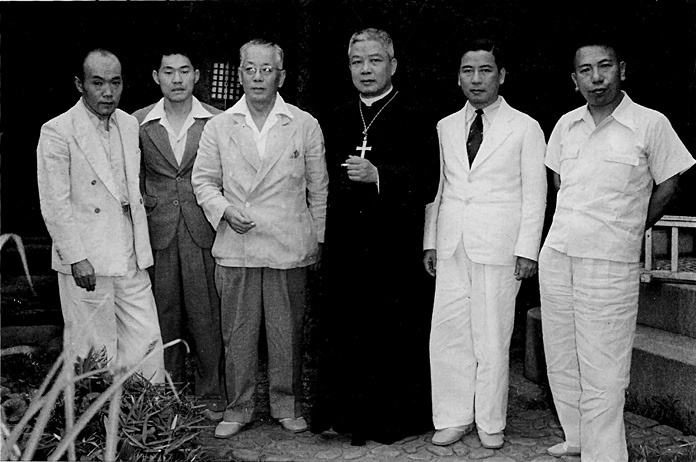
Ngo Dinh Thuc et son frère Ngô Đình Diệm à sa gauche en 1950 au Japon

Avec le déclenchement de la guerre de Corée et le début du maccarthysme au début des années 1950, les anticommunistes vietnamiens sont précieux pour les États-Unis. Diệm et Thuc sont ainsi reçus au département d'État par le secrétaire d'État par intérim James Webb, et c'est Thục qui anime la majeure partie de l'entretien. Diệm et Thục tissent également des liens avec le cardinal Francis Spellman, l'ecclésiastique le plus influent de son temps sur le plan politique qui devient l'un des plus puissants défenseurs de Diệm. Avec l'aide de son frère, Diệm obtient une audience avec le pape Pie XII à Rome, puis s'installe aux États-Unis en tant qu'invité des Pères de Maryknoll. Spellman aide Diệm à obtenir le soutien des cercles catholiques de droite. Les qualités de Thuc sont considérées comme supérieures à celles de son frère, ce qui le rend plus apte à avoir une influence sur le futur régime. Alors que la puissance française au Viêt Nam décline, le soutien de Diệm en Amérique, que Thục a contribué à entretenir, accroît son influence. L'empereur Bảo Đại fait de Diệm le Premier ministre de l'État du Viêt Nam, car il pense que les relations de Diệm lui assureront une aide financière étrangère. En 1954, la guerre d'Indochine se conclut par les accords de Genève. 

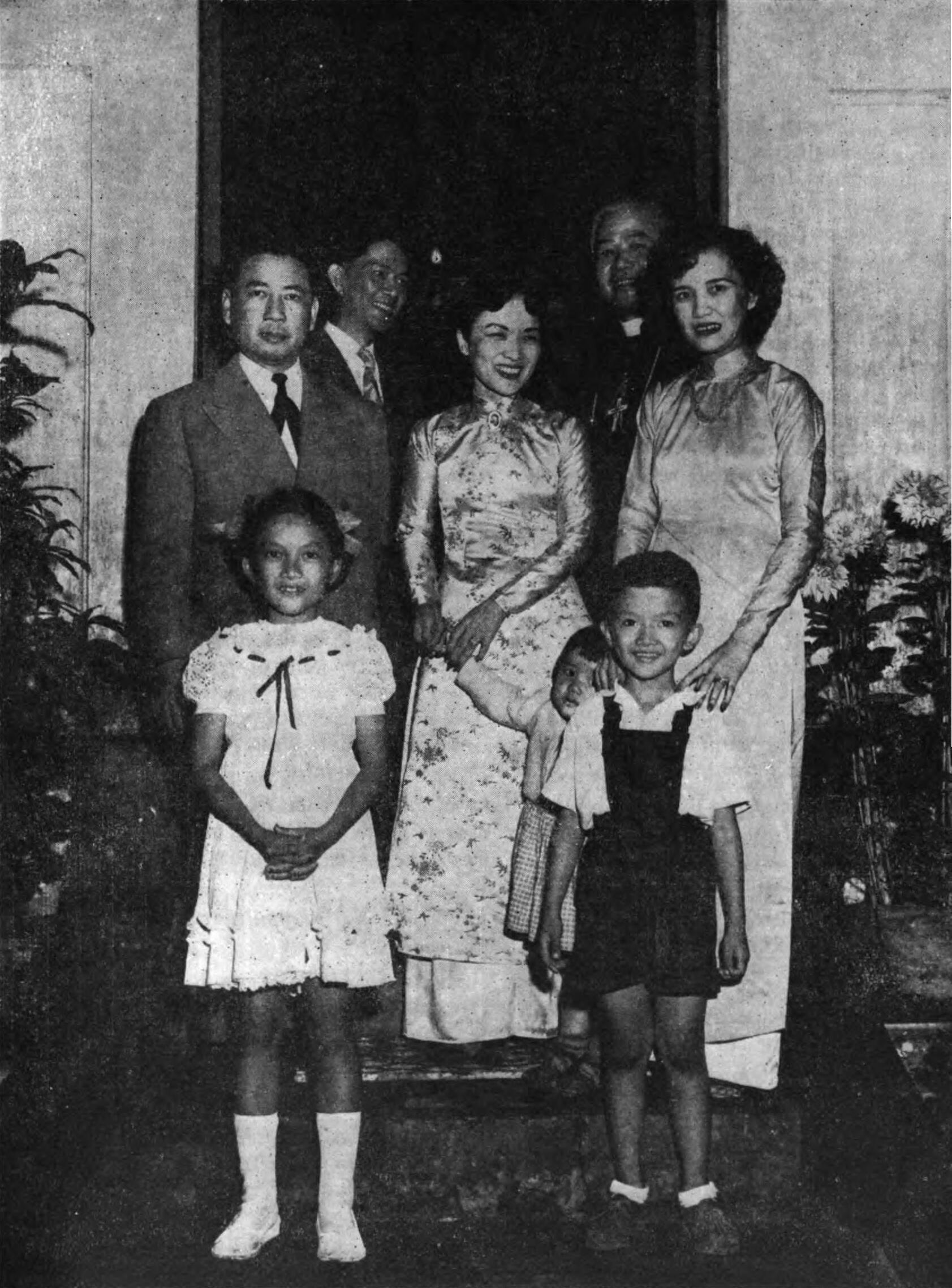
Le président Ngô Đình Diệm et sa famille avec ses deux frères au fond Ngô Đình Nhu et Ngo Dinh Thuc

Le 24 novembre 1960, Jean XXIII nomme Ngô Đình Thục archevêque métropolitain de Hué : son siège épiscopal a été promu au rang d'archevêché. En qualité d'archevêque, Ngo Dinh Thuc participé à quatre sessions du concile Vatican II (1962-1965).
En 1963, un coup d’État provoque la chute du régime de Ngô Đình Diệm, suivie de l'assassinat des frères du prélat vietnamien. Ngô Đình Thục ne pourra plus jamais retourner au Viêt Nam et vivra par la suite en exil, à Rome dans un premier temps, puis en France et enfin aux États-Unis.
Du fait de son exil à Rome, Paul VI demande à Ngo Dinh Thuc de démissionner au profit de Nguyễn Kim Điền. Il est nommé archevêque titulaire de Bulla Regia (de) en 1968,.

### Rupture avec Rome
En opposition au Novus Ordo Missae, Ngo Dinh Thuc décide, dès 1976 à El Palmar de Troya, d'ordonner des prêtres et de sacrer des évêques sans mandat pontifical, précédant ainsi, dans la pratique, les quatre sacres de Marcel Lefebvre de 1988.
Ngo Dinh Thuc ordonne ainsi, sans lettre dimissoriale, le séminariste Clemente Domínguez y Gómez, le principal voyant des prétendues apparitions de la Vierge Marie d'El Palmar de Troya et deux de ses adeptes, Camillo Estevez Puga et Manuel Alonso Corral, dans la nuit du 31 décembre 1975 au 1er janvier 1976. Le 11 janvier 1976, il consacre évêques ces derniers ainsi que le bénédictin Fulgence Sandler et le montfortain Michael Donnelly, deux religieux américains également adeptes des apparitions. Cela lui vaut d'être excommunié le 15 janvier 1976, ce qui est confirmé par la Congrégation de la doctrine de la Foi le 17 septembre 1976. Le 20 septembre suivant, la peine est levée, le prélat vietnamien s'étant soumis au Saint-Siège. Après la réconciliation avec les autorités romaines, Ngo Dinh Thuc exerce un ministère discret auprès de l'évêque de Toulon.

### Adoption de la position sédévacantiste
Cependant, le prélat vietnamien va adopter au cours de cette période la position sédévacantiste. Et, le 7 mai 1981, dans cette même ville, Ngo Dinh Thuc sacre, de nouveau sans mandat pontifical, le dominicain Michel-Louis Guérard des Lauriers. Le 7 octobre suivant, il fait de même avec les deux abbés mexicains Moïse Carmona et Adolfo Zamora. Et le 19 décembre 1981, il ordonne prêtre Bruno Schaeffer, sans l'autorisation de Rome.
Cette décision d'ordonner des prêtres et de consacrer des évêques de nouveau sans mandat pontifical fait suite à une année de discussion avec Guérard des Lauriers.
Le 25 février 1982, lors de la « déclaration de Munich », Ngo Dinh Thuc affirme que le Siège apostolique est vacant et qu'il est de son « devoir d'évêque de tout entreprendre pour que perdure l'Eglise catholique romaine en vue du salut éternel des âmes ».
Le 12 mars 1983, une notification de la Congrégation pour la Doctrine de la Foi rétablit les peines d'excommunication de 1976,.

### Mort
L'archevêque Thục meurt au monastère de la congrégation religieuse vietnamo-américaine de la Mère co-rédemptrice, le 13 décembre 1984 à Carthage, dans le Missouri, à l'âge de 87 ans. Peu avant sa mort, il se serait réconcilié le 11 juillet 1984 avec le Saint-Siège.

## Consécrations après le concile Vatican II
Après son opposition au concile Vatican II et aux réformes liturgiques de 1969, Ngo Dinh Thuc a consacré plusieurs évêques qui, eux-mêmes ont consacré d'autres évêques, dont les plus notables sont : 

### Sacres reconnus par Ngo Dinh Thuc de son vivant

#### Sacres d'El Palmar de Troya de 1976
- Clemente Domínguez y Gómez (1946-2005), consacré le 12 janvier 1976 à El Palmar de Troya. Par la suite il s'auto-proclamera pape en fondant l'Église chrétienne palmarienne[12],[13].
- Camillo Estevez Puga et Manuel Alonso Corral, consacrés le 11 janvier 1976 à El Palmar de Troya, deux adeptes des apparitions prétendues de la Vierge à El Palmar de Troya[1].
- Fulgence Sandler, consacré le 11 janvier 1976 à El Palmar de Troya, religieux bénédictin d'origine américaine, adepte des apparitions palmariennes[1].
- Michael Donnelly, consacré le 11 janvier 1976 à El Palmar de Troya, religieux montfortain d'origine américaine, adepte des prétendues apparitions de la Vierge à El Palmar de Troya[1].

#### Sacres sédévacantistes de 1981
- Le père dominicain Michel-Louis Guérard des Lauriers (1898-1988), consacré le 7 mai 1981 à Toulon, fondateur de la position catholique traditionaliste sédéprivationniste[14].
- Les deux prêtres sédévancantistes mexicains, Moïse Carmona (en) et Adolfo Zamora, consacrés le 17 octobre 1981 à Toulon[15].

### Les sacres non reconnus par Ngo Dinh Thuc
- Christian-Marie Datessen (né en 1944), ancien du séminaire de la Fraternité sacerdotale Saint-Pie-X à Écône[11]. Il aurait été consacré une seconde fois par Ngô Đình Thục sous condition le 25 septembre 1982 après avoir été consacré une première fois le 8 septembre 1975 par l'évêque vieux-catholique André Enos. Il est le fondateur du prieuré Saint-Joseph à Castelsarrasin, dans le Tarn-et-Garonne[16].
- Jean Laborie (1919-1996) aurait été consacré une seconde fois par Ngo Dinh Thuc sous condition (en) le 8 février 1977. Il est un ancien évêque gallican français, ordonné une première fois le 30 octobre 1965 par Irénée Poncelin d'Eschevannes, patriarche de l'Église gallicane, tradition apostolique de Gazinet à cette époque. Il aurait par la suite été « reconsacré » plusieurs fois par d'autres Églises indépendantes. Il est le fondateur de l'Église Sainte-Rita à Toulouse[17].

Pour ces deux derniers sacres, leur publication eut lieu dans les années 1980 par des déclarations respectives des intéressés, sans que Ngo Dinh Thuc ne pusse lui même confirmer ces affirmations de son vivant.

### Banques de données, dictionnaires et encyclopédies
- Ressources relatives à la religion :   - Catholic Hierarchy
  - GCatholic.org
- Notices d'autorité :   - VIAF
  - ISNI
  - LCCN
  - GND
  - WorldCat